# Adalberto Libera
Adalberto Libera (Villa Lagarina, 16 luglio 1903 – Roma, 17 marzo 1963) è stato un architetto italiano, tra i maggiori esponenti del razionalismo e ideatore di numerosi edifici pubblici della prima metà del XX secolo.

## Biografia

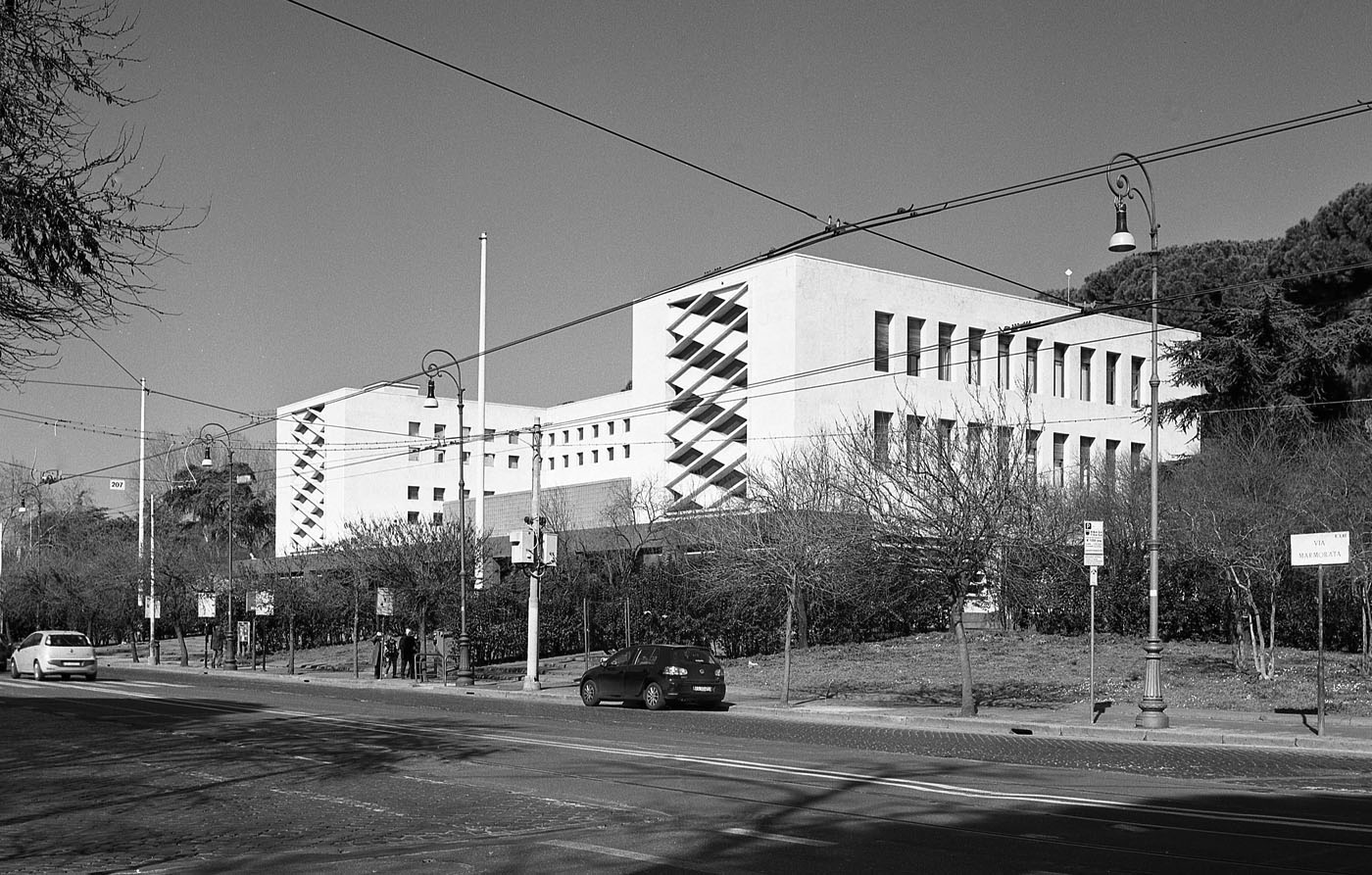
L'ufficio postale Ostiense a via Marmorata

Nacque il 16 luglio 1903 a Villa Lagarina, piccolo paese del Trentino allora sotto l’Impero asburgico. A undici anni (nel 1914) Adalberto si stabilì con i genitori a Parma, città d'origine della madre, la marchesa Olimpia Pallavicino; il padre, Giuseppe Antonio, ex-ufficiale di leva dell'Esercito imperiale Austro-ungarico, era in fuga dal Trentino austriaco alla vigilia della prima guerra mondiale.
Qui completerà gli studi classici e inizierà gli studi universitari presso la Facoltà di Matematica dell'Università degli Studi cittadina, frequentando contemporaneamente le lezioni di architettura presso il Regio Istituto d’Arte "Paolo Toschi". Il riordinamento della riforma dell'istruzione universitaria spinse Libera all'iscrizione presso l'unica Facoltà di Architettura in Italia, quella della Sapienza, escluse le sezioni speciali ai politecnici di Torino e Milano. Qui conoscerà e avvierà un fruttuoso sodalizio con un importantissimo architetto del Novecento italiano, Mario De Renzi, suo collega universitario e compagno della formazione artistica. A Roma, Libera si inserì in un ambiente intellettuale che lo portò a contatto diretto con le personalità che dominavano la cultura architettonica della capitale Gustavo Giovannoni e Marcello Piacentini.
Fu membro non ancora laureato del milanese Gruppo 7 con Terragni, Figini, Pollini, Rava, Frette, Larco e Castagnoli. Subentrò proprio a quest'ultimo nel 1927, diffondendo a Roma l'azione teorica del gruppo.
Nel 1930 fondò, e divenne segretario, il MIAR (Movimento italiano per l'architettura razionale) ed è invitato da Ludwig Mies van der Rohe all'esposizione di Stoccarda del 1927 (Werkbund). Nel 1928 e nel 1931 fu tra gli organizzatori delle Esposizioni di "Architettura Razionale" a Roma, la seconda delle quali segnò la sconfitta del M.I.A.R. che fu costretto a sciogliersi a seguito delle roventi polemiche tra la giovane generazione d'"assalto” e quella legata all'accademia, prossima al potere politico, duramente rappresentata dalla "tavola degli orrori" di Pietro Maria Bardi.

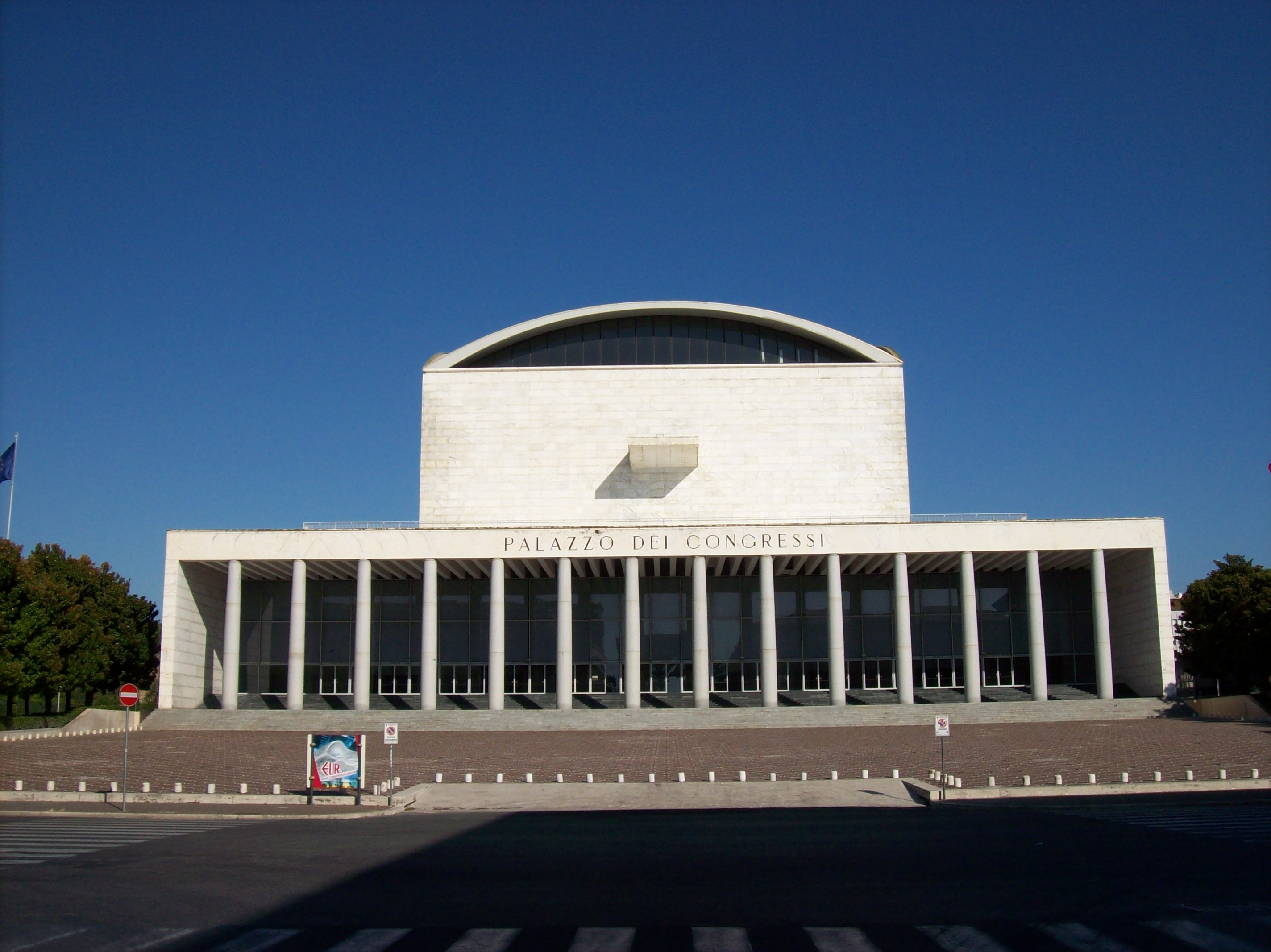
Roma, Palazzo dei Congressi all'EUR

Continua però la sua attività progettuale sui canoni del razionalismo e realizza in tal senso diversi edifici negli anni trenta di cui il maggiore è senz'altro il Palazzo dei Congressi dell'E.42. Il fabbricato rileva nella facciata i segni e i particolari architettonici del "neoclassicismo semplificato" piacentiniano, ma nella volta a vela e negli altri prospetti crea un innovativo spazio architettonico ed è senz'altro l'edificio razionalmente più valido tra quelli realizzati.
Nel 1937 cura la Mostra nazionale delle colonie estive e dell'assistenza all'infanzia, svoltasi nel Circo Massimo.
Nel 1938, Curzio Malaparte avviò la costruzione della propria villa a Capri, oggi nota come Casa Malaparte. Sebbene inizialmente fosse stato coinvolto Adalberto Libera, il suo progetto non venne mai realizzato. Secondo documenti e lettere successivamente emersi, l'intero progetto architettonico della villa è attribuibile a Curzio Malaparte stesso, che ne ideò ogni dettaglio estetico e costruttivo, coadiuvato dal pittore Uberto Bonetti per l'esecuzione tecnica. La villa rappresenta un esempio unico di architettura integrata nel paesaggio, frutto della visione personale e indipendente di Malaparte.

L'allestimento della Mostra della Rivoluzione fascista 1932

Dopo la guerra si dedicò soprattutto alla direzione del piano INA-Casa (anche detto "Piano Fanfani"), volto alla creazione di milioni di unità abitative, che dirigerà nei primi tre anni fino al 1952. Parteciperà, inoltre, direttamente a realizzare alcuni edifici a Roma: un insieme di unità abitative (1954) e un palazzo per uffici (1959). Del 1956 è il suo progetto per la Cattedrale di La Spezia.
Muore a Roma nel 1963.

## Stile architettonico
Della sua generazione Libera è forse il più razionalista e non solo per la partecipazione al Gruppo 7 ma perché la sua personalità lo rendono affine ai grandi maestri europei del Movimento Moderno; egli infatti aveva l'impulso a trasferire nell'architettura un mondo ordinato secondo categorie universali quali: la semplicità, l'integrità, l'essenzialità e la durata che in architettura si palesano attraverso uno stile di purezza classica e di perfetta corrispondenza tra geometria e costruzione. La figura di Libera differisce dalla cultura italiana del tempo per le sue esclusioni di luogo, contesto, storia e si colloca nell'ambito ideale della cultura razionalista. Nonostante ciò c'è un carattere di anomalia rispetto ad esperienze razionalistiche più tipiche europee dato dall'estraniamento dal luogo, alla perfetta chiusura dell'organismo in se stesso, all'unicità e irripetibilità dell'oggetto e al forte valore simbolico e ideale.
Libera cita tre possibili modi di sviluppo del processo progettuale, in cui funzione e forma giocano ruoli diversi:
- Concezione funzionale che non conosce a priori e attende il valore figurativo;
- Suggestioni psicologiche e figurative a priori che cercano la giustificazione funzionale ammissibile;
- Concezione figurativa a priori che adatti le funzioni e attrezzature in modo qualsiasi.

A monte del processo ideativo di Libera c'è una geometria, una tendenza ad organizzare il volume secondo un prevalente assetto geometrico: parallelepipedi, cilindri, coni, corone circolari, o opportune giustapposizioni e compenetrazioni di questi. Nella prima idea di spazio si esplicita il legame tra l'esigenza e la forma architettonica, deputata a soddisfare quell'esigenza. I primi schizzi sono costruzioni geometriche, il passaggio successivo è strutturale; la struttura è l'elemento di mediazione obbligatoria tra l'idea di spazio e lo spazio concreto, deve essere visibile ma non esibita, una trama organizzatrice. Solo nelle opere dell'ultimo periodo la struttura assumerà un'incidenza rilevante.

## Opere principali

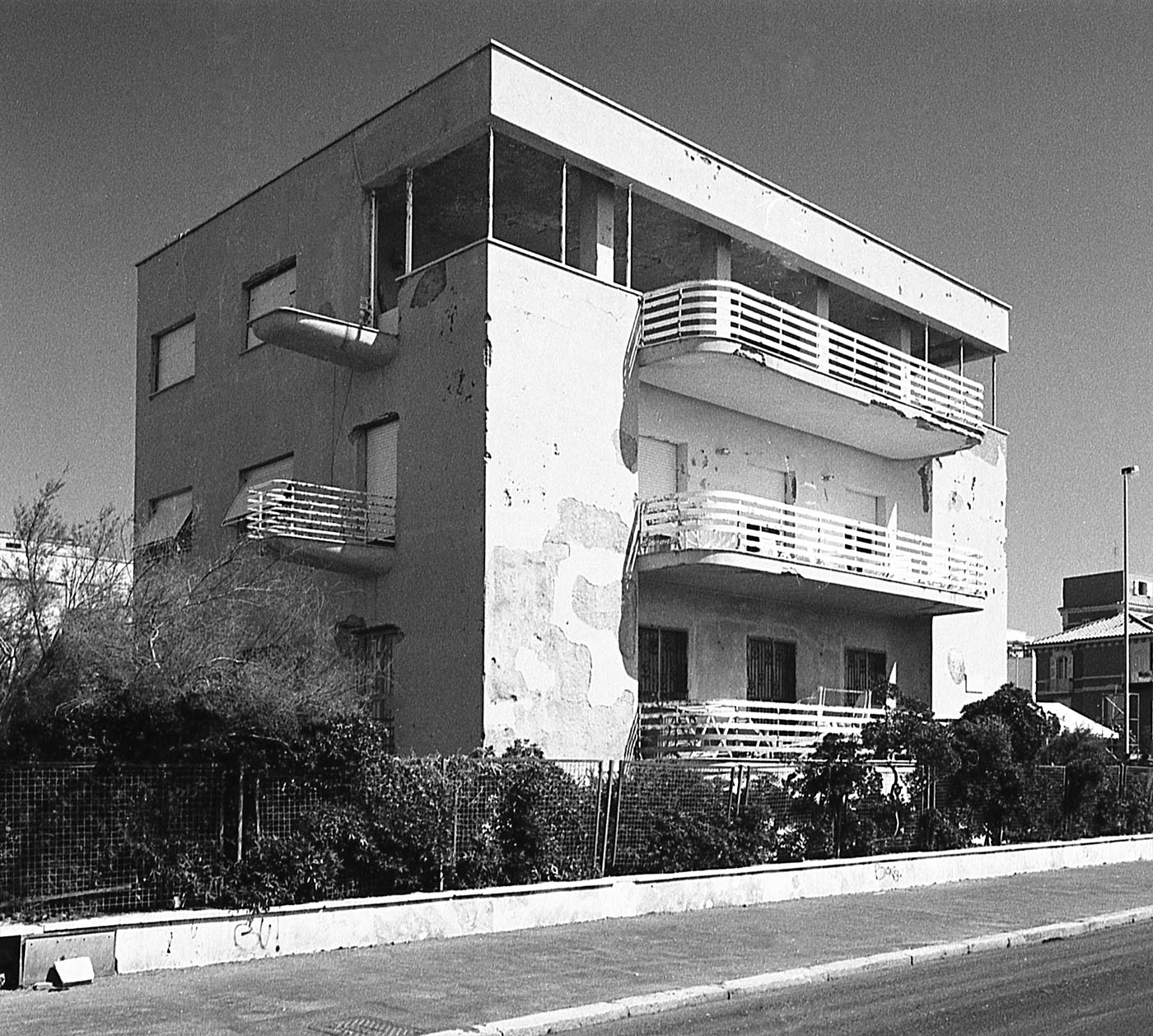
Palazzina sul lungomare di Ostia Lido prima del restauro, foto del 2003

- Facciata provvisoria del Palazzo delle Esposizioni di Roma (con Mario De Renzi) e Sala U per la Mostra della Rivoluzione fascista (1932)
- Il palazzo delle Poste di via Marmorata a Roma (1933-35), con Mario De Renzi
- Palazzine a Ostia mare (1932-34)
- Scuola elementare "Raffaello Sanzio" a Trento (1931-34)
- Il padiglione italiano per l'Esposizione mondiale di Chicago (1933, con Mario De Renzi)
- Il Palazzo del Littorio a Roma (concorso) (1934, con Mario De Renzi e Giuseppe Vaccaro)
- La Casa del Balilla a Civitanova Marche (1934 - 1935)
- Il padiglione italiano per l'Esposizione mondiale di Bruxelles (1935)
- Il Palazzo dei Congressi dell'E.42 (1938)
- Villa Malaparte a Capri (1938) - secondo recenti acquisizioni documentali il progetto potrebbe essere attribuibile allo stesso Curzio Malaparte[2]
- Le palazzine I.E.E.P. in via Pessina nel complesso della città-giardino (1950-53) a Cagliari
- L'Unità d'abitazione orizzontale al quartiere Tuscolano di Roma (1950-54)
- Il padiglione della Cassa per il Mezzogiorno alla Fiera di Cagliari (1953)
- Il cinema Airone a Roma (1955)
- La Cattedrale di Cristo Re della Spezia (1956-69)
- La zona est del Villaggio Olimpico di Roma per le Olimpiadi del 1960
- Il Palazzo della Regione Autonoma Trentino-Alto Adige a Trento (1959-66)